# Karité
El karité (Vitellaria paradoxa), és una espècie d'arbre de la família sapotàcia natiu d'Àfrica, que apareix a Mali, Camerun, República Democràtica del Congo, Costa d'Ivori, Ghana, Guinea, Togo, Nigèria, Senegal, el Sudan, Burkina Faso i Uganda. El fruit és ric en oli que es fa servir en cosmètics (mantega de karité).
És l'única espècie del gènere Vitellaria o el seu sinònom, Butyrospermum
El nom de karité prové de l'idioma wolof i significa arbre de la mantega de manera semblant el nom científic Butyrospermum prové del grec i significa llavors de mantega
El karité és una planta alimentària africana tradicional que pot millorar la nutrició en època d'escassedat d'altres aliments", i desenvolupar la societat de manera sostenible.

## Característiques
És un arbre perennifoli que dona fruits a partir dels 10 a 15 anys i ho continua fent durant més de 200 anys. El fruit sembla una pruna grossa i triga de 4 a 6 mesos en madurar. El rendiment per arbre és d'uns 15 a 20 kg i cada quilo de fruits dona uns 400 grams de llavors seques.

## Oli de Karité
L'oli de karité o mantega de karité, té cinc àcids grassos principals: àcid palmític,  esteàric,  oleic, linoleic, i  araquídic

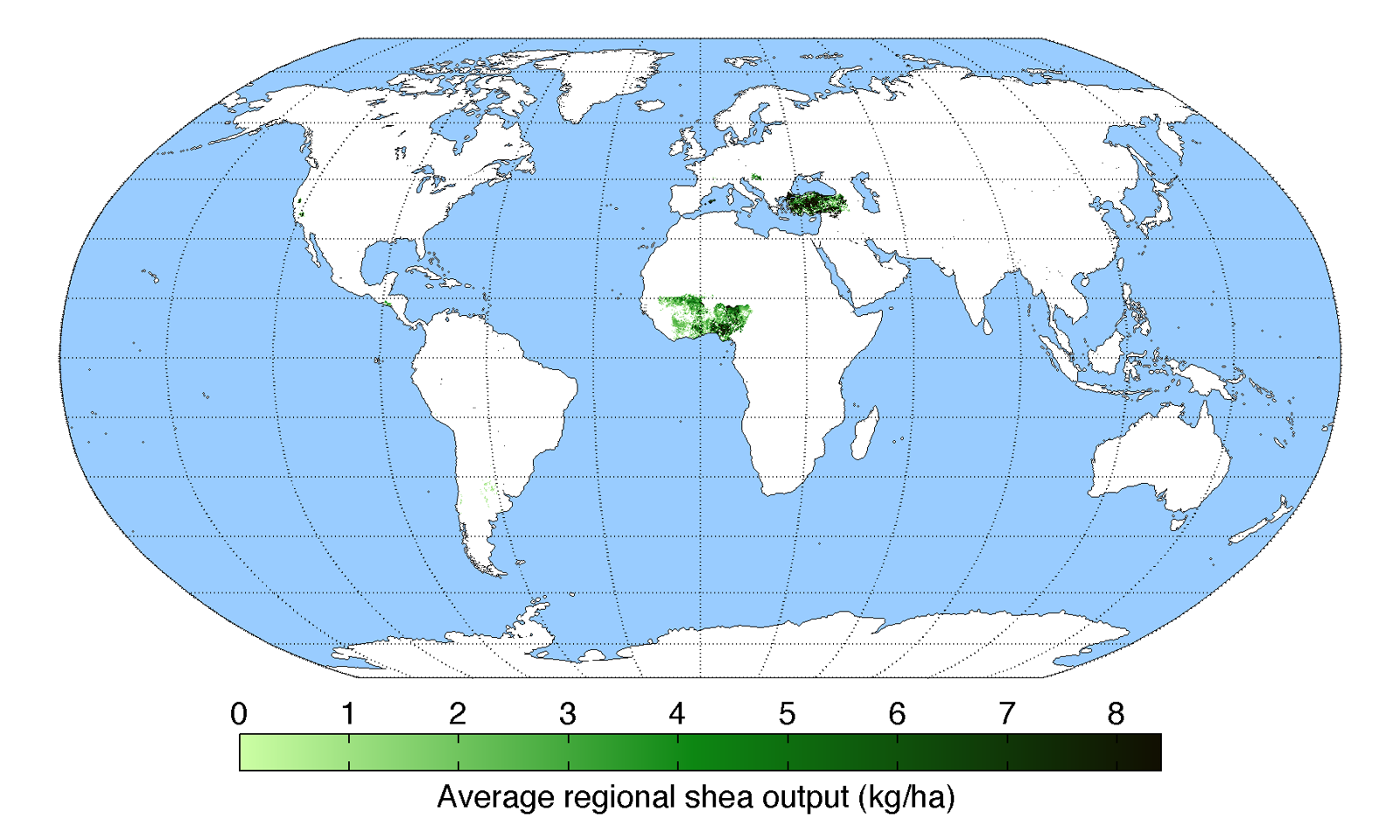
Producció mundial de karité

| Àcid gras      | Mitjana | Mín  | Màx  |
| -------------- | ------- | ---- | ---- |
| 16:0 Palmític  | 4.0     | 2.6  | 8.4  |
| 18:0 Esteàric  | 41.5    | 25.6 | 50.2 |
| 18:1 Oleic     | 46.4    | 37.1 | 62.1 |
| 18:2 Linoleic  | 6.6     | 0.6  | 10.8 |
| 20:0 Araquídic | 1.3     | 0.0  | 3.5  |

## Usos
El greix o oli de la nou de karité s'utilitza a l'Àfrica des de temps immemorials com ingredient d'alguns plats autòctons com la salsa fakouhouy malienca, però també amb finalitats cosmètiques i terapèutiques: com hidratant corporal i potent regenerador dels teixits (pells seques i esquerdades, malmeses, estriades, atòpiques), nodridor capil·lar, suavitzant per la pell del nadó, calmant de cremades i eczemes, tonificant muscular, etc.